# كولن ويبستر
كولن ويبستر (بالإنجليزية: Colin Webster)‏ هو لاعب كرة قدم بريطاني في مركز جناح ‏، ولد في 17 يوليو 1932 في كارديف في المملكة المتحدة، وتوفي في 1 مارس 2001 في سوانزي في المملكة المتحدة بسبب سرطان. شارك مع منتخب ويلز لكرة القدم. أما مع النوادي، فقد لعب مع سوانزي سيتي وكارديف سيتي ومانشستر يونايتد ونادي ووستر سيتي ونيوبورت كونتي.

## وصلات خارجية
- كولن ويبستر على موقع الاتحاد الدولي (مؤرشف)  (الإنجليزية)
- كولن ويبستر على موقع قاعدة بيانات كرة القدم.إي يو (الإنجليزية)
- كولن ويبستر على موقع ناشيونال فوتبول تيمز (الإنجليزية)
- كولن ويبستر على موقع عالم كرة القدم.نت (الإنجليزية)